# Chiloglanis pretoriae
Chiloglanis pretoriae е вид лъчеперка от семейство Mochokidae.

## Разпространение
Видът е разпространен в Зимбабве, Свазиленд и Южна Африка (Гаутенг, Лимпопо, Мпумаланга и Северозападна провинция).